# Kolej krále Václava IV.
Královská univerzitní kolej Václava IV. (též Svatováclavská kolej) Univerzity Karlovy v Praze stávala na Ovocném trhu v domě č. 573/12 na Starém Městě pražském.

## Historie
Královskou kolej pro mistry svobodných umění pražské univerzity založil král Václav IV. v roce 1381 v tehdy již stojícím gotickém domě, který pro tento účel zakoupil. O několik let později král Václav pro potřeby univerzity věnoval nedaleký Rotlevův palác, dnešní Karolinum, které dodnes patří mezi nejstarší univerzitní sídla v Evropě.
V letech 1509–1603 vykonával úřad probošta Koleje krále Václava vykonával Marek Bydžovský z Florentina. 
V letech 1604–1607 nechal tehdejší probošt koleje a rektor univerzity, mistr Martin Bacháček z Nouměřic, v zahradě postavit věž k pozorování hvězd pro matematika a hvězdáře Jana Keplera, který zde v té době působil.
Po bělohorských událostech došlo v roce 1622 k odchodu českých profesorů Karlovy koleje a kolej krále Václava byla zrušena. Roku 1704 byla budova prodána soukromým vlastníkům.
Posledními majiteli byli manželé Alois a Louisa Olivovi, kteří objekt i s okolními budovami a zahradou směrem k Příkopům darovali na dobročinné účely, zřízení dětského vychovávacího ústavu Olivových. V roce 1896 byl ústav přenesen do nově postavené budovy nákladem manželů Olivových v Říčanech.